# Metro w Sofii
Metro w Sofii (bułg. Софийско метро, Sofijsko metro) – system podziemnego transportu publicznego w stolicy Bułgarii, Sofii. System składa się z czterech linii o długości 52 km, na której znajduje się 47 stacji.
Podróż całym odcinkiem I linii metra trwa łącznie 27 minut. Perony na stacjach mierzą zazwyczaj 120/105 metrów długości, średni odstęp pomiędzy stacjami wynosi 1 km, a maksymalna prędkość pociągów to 80 km/h.

## Historia
Pierwsze plany metra powstały w latach 60. XX wieku, zaś pierwsze odcinki zbudowano na przełomie lat 70. i 80. XX wieku, później budowę metra wstrzymano z powodu problemów finansowych, poważną przeszkodą okazała się konieczność drążenia głębokich tuneli pod historycznym centrum miasta. Prace wznowiono w latach 90. XX wieku. Otwarcie pierwszej linii odbyło się w styczniu 1998, wówczas odcinek ten składał się z 5 stacji. Już w roku 1999 włączono do eksploatacji stację Opyłczenska (Опълченска), rok później stację Serdika (Сердика), a w 2003 odcinek przedłużono do stacji Obelja (Обеля). W dniu 8 maja 2009 roku linię pierwszą uzupełniono, uruchamiając 5 nowych stacji; od stadionu Wasyla Lewskiego (Стадион Васил Левски) do stacji Mładost 1 (Младост 1). Początkowo linia pierwsza funkcjonowała jako dwa niezależne odcinki (Обеля-Сердика oraz Стадион Васил Левски-Младост 1) a dopiero we wrześniu 2009 otwarto brakujący odcinek (Сердика-Стадион Васил Левски) wraz ze stacją Uniwersytet Sofijski im. św. Klimenta Ochridskiego (СУ Св. Климент Охридски). 25 kwietnia 2012 otworzono odcinek od stacji Mładost 1 (Младост 1) do stacji Carigradsko Szose (Цариградско шосе) ze stacją pośrednią Mładost 3 (Младост 3). W dniu 5 kwietnia 2015 r. z lekkim opóźnieniem wobec projektu otwarto ostatni fragment linii „1” od Carigradsko Szose do międzynarodowego lotniska Sofia.
Druga linia biegnie od stacji Łozenec (Лозенец) przez stację Serdika (Сердика) na północ do głównego dworca kolejowego, a następnie na zachód poprzez osiedle Nadeżda (Надежда) do osiedla Obelja (Обеля) gdzie spotka się z linią pierwszą. W dalszej przyszłości planowana jest odnoga na północ do osiedla Ilijanci (Илиянци). Linia ta w przyszłości będzie liczyła 16 km długości. Na początku 2009 roku ruszyła budowa 11 km, 11 stacji odcinka drugiej linii pomiędzy osiedlem Obelja (Обеля) i bulwarem Czerni Wrych (булевард Черни Връх). Uruchomienie odbyło się w sierpniu 2012 roku.

## Linie
System składa się z 4 linii:
| Linia  | Linia  | Data otwarcia | Długość | Liczba stacji                |
| ------ | ------ | ------------- | ------- | ---------------------------- |
| M1     |        | 1998          | 14,8 km | 16 (13 współdzielonych z M4) |
| M1     |        | 2012          | 11,4 km | 12                           |
| M3     |        | 2020          | 11,8 km | 12                           |
| M4     |        | 2015          | 26,1 km | 20 (13 współdzielonych z M1) |
| Razem: | Razem: | Razem:        | 52 km   | 47                           |

## Tabor

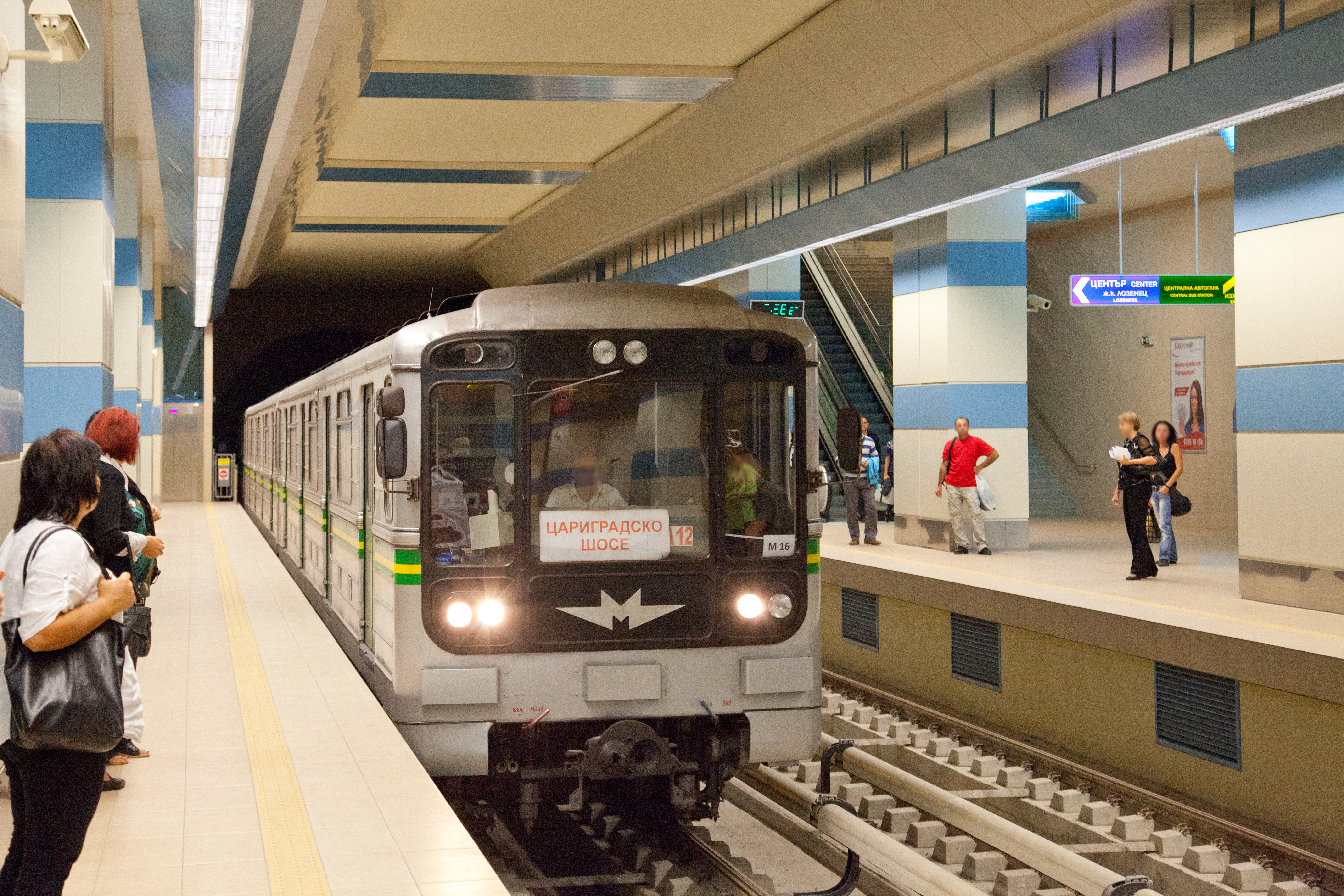
81-717/714
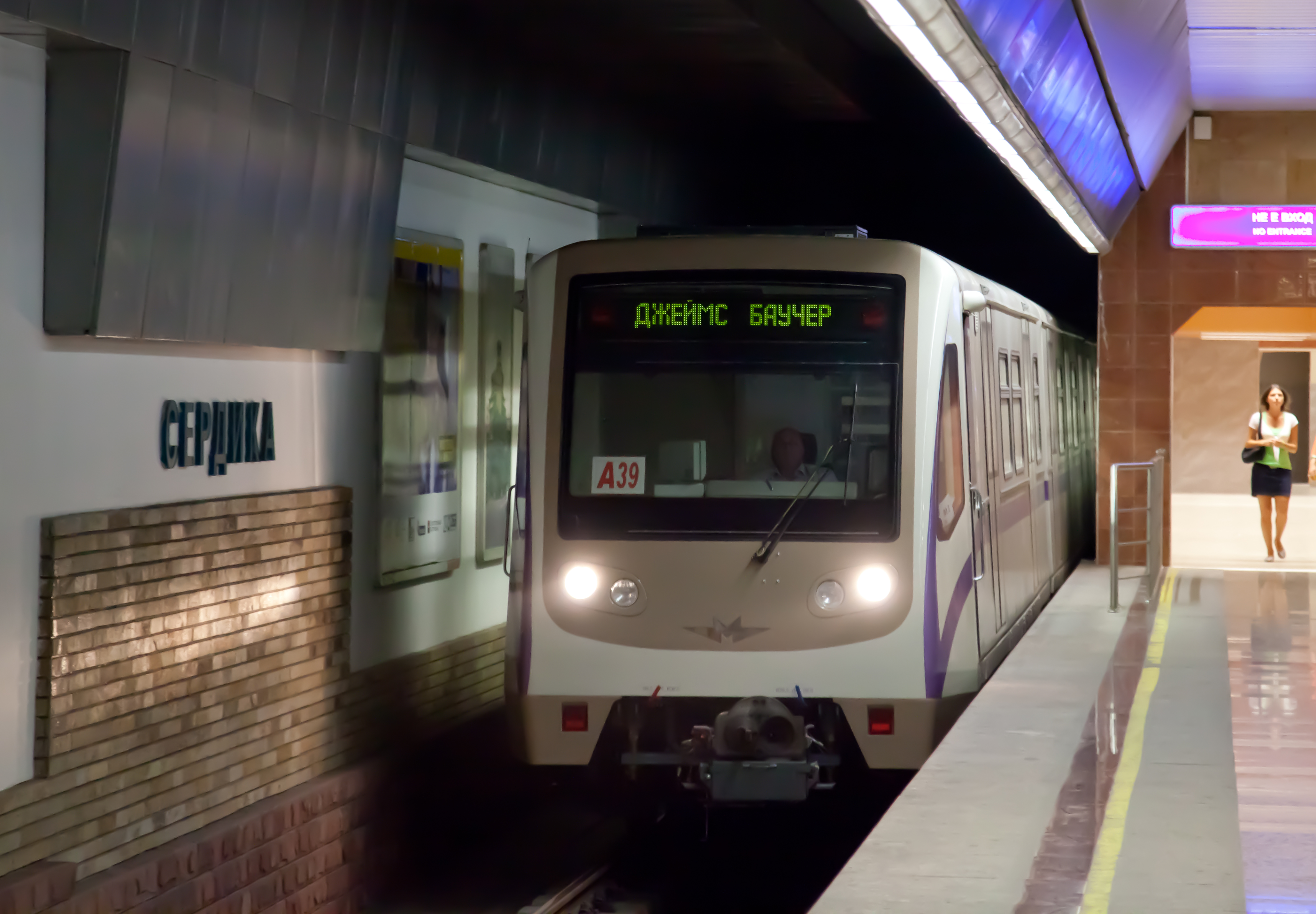
81-740/741 Rusich
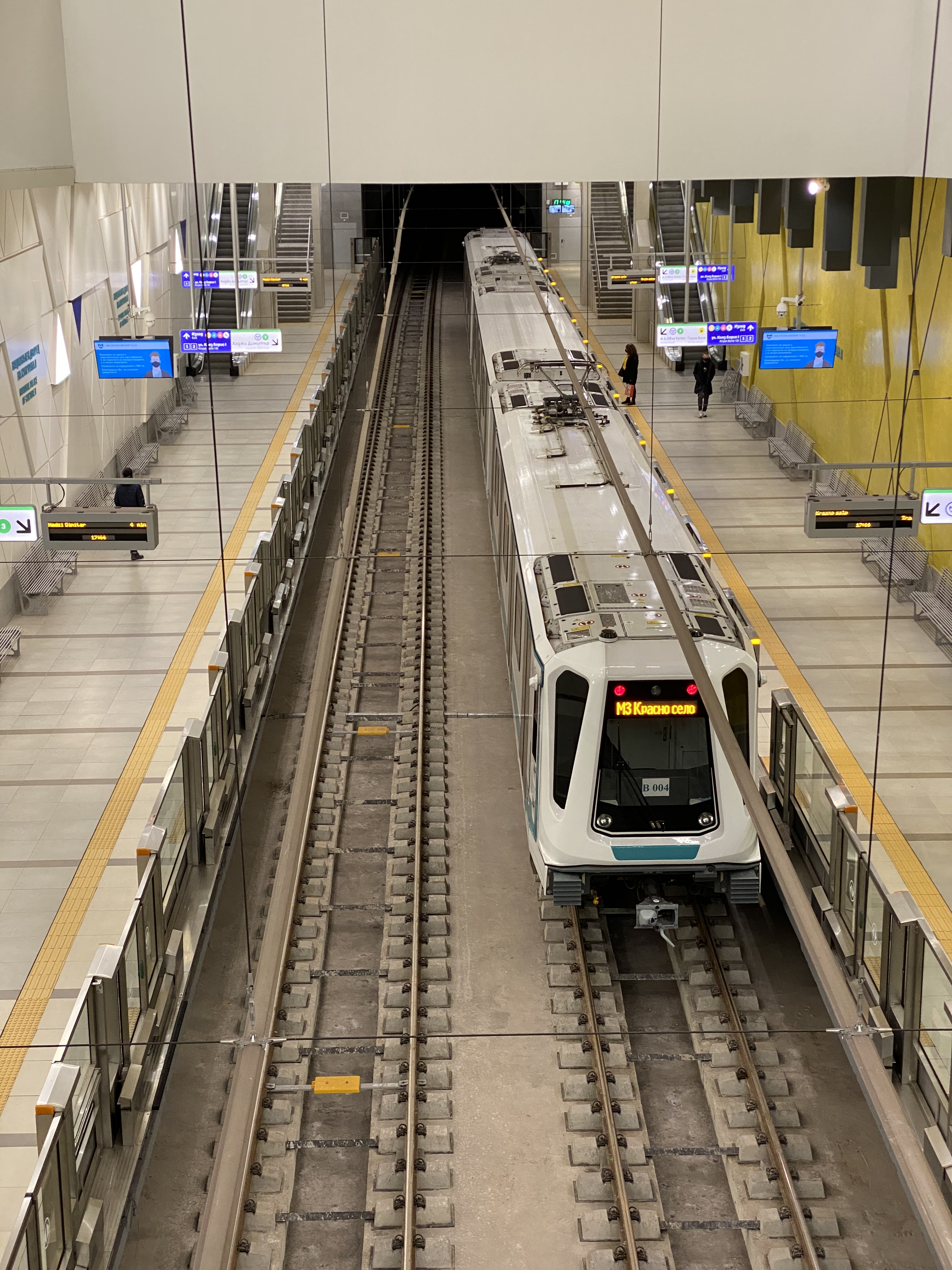
Siemens Inspiro